# Jari Litmanen
Jari Olavi Litmanen (* 20. února 1971, Lahti) je bývalý finský fotbalista, který hrával na pozici záložníka.
Roku 1995 se stal finským sportovcem roku. Devětkrát byl vyhlášen nejlepším fotbalistou Finska (1990, 1992, 1993, 1994, 1995, 1996, 1997, 1998, 2000), osmkrát v konkurenční anketě finských sportovních novinářů. Jednou se stal nejlepším fotbalistou nizozemské ligy (1993). V anketě Zlatý míč, která hledala nejlepšího fotbalistu Evropy, skončil roku 1995 třetí, o rok dříve osmý. Figuruje na seznamu UEFA Jubilee 52 Golden Players.

## Klubová kariéra
S Ajaxem Amsterdam vyhrál v sezóně 1994/95 Ligu mistrů a následně též Superpohár UEFA a Interkontinentální pohár. S Liverpool FC získal v sezóně 2000/01 Pohár UEFA a následně i Superpohár UEFA. S Ajaxem je čtyřnásobným mistrem Nizozemska (1993–94, 1994–95, 1995–96, 1997–98), s HJK Helsinki se jednou stal mistrem Finska (2011). V ročníku 1993/94 byl s 26 brankami nejlepším střelcem nizozemské ligy, v ročníku 1995/96 s devíti zásahy nejlepším střelcem Ligy mistrů. Je historicky nejlepším střelcem Ajaxu v evropských pohárech (26 gólů).

## Reprezentační kariéra
Za finskou reprezentaci odehrál 137 zápasů, což je finský rekord. V dresu národního týmu vstřelil 32 branek, i to je národní rekord. V letech 1996–2008 vedl finský národní tým jako kapitán, nikdy se mu s ním však nepodařilo postoupit na žádný závěrečný turnaj mistrovství světa či Evropy.

### Reprezentační góly
Reprezentační góly Jari Litmanena za A-mužstvo Finska
Vysvětlivky:
- zelené pole – výhra
- žluté pole – remíza
- červené pole – porážka
- pen. – gól vstřelil z pokutového kopu

| Gól | Datum        | Domácí tým      | Hostující tým   | Góly                   | Výsledek | Výsledek | Stadion                                    | Soutěž                       |
| --- | ------------ | --------------- | --------------- | ---------------------- | -------- | -------- | ------------------------------------------ | ---------------------------- |
| 1.  | 16. 5. 1991  | Finsko          | Malta           | 87' 2–0                | 2–0      | Výhra    | Olympijský stadion, Helsinky               | Kvalifikace na Euro 1992     |
| 2.  | 25. 2. 1992  | Skotsko         | Finsko          | 41' 1–1                | 1–1      | Remíza   | Hampden Park, Glasgow                      | přátelský zápas              |
| 3.  | 13. 10. 1993 | Švédsko         | Finsko          | 60' 3–2                | 3–2      | Prohra   | Råsunda, Stockholm                         | Kvalifikace na MS 1994       |
| 4.  | 16. 11. 1994 | Finsko          | Faerské ostrovy | 53' 2–0 72' 3–0        | 5–0      | Výhra    | Olympijský stadion, Helsinky               | Kvalifikace na Euro 1996     |
| 5.  | 16. 11. 1994 | Finsko          | Faerské ostrovy | 53' 2–0 72' 3–0        | 5–0      | Výhra    | Olympijský stadion, Helsinky               | Kvalifikace na Euro 1996     |
| 6.  | 29. 3. 1995  | San Marino      | Finsko          | 45' 0–1                | 0–2      | Výhra    | Stadio Olimpico, Serravalle                | Kvalifikace na Euro 1996     |
| 7.  | 11. 6. 1995  | Finsko          | Řecko           | 45+1' 1–1 (pen.)       | 2–1      | Výhra    | Olympijský stadion, Helsinky               | Kvalifikace na Euro 1996     |
| 8.  | 2. 6. 1996   | Finsko          | Turecko         | 25' 1–0                | 1–2      | Prohra   | Olympijský stadion, Helsinky               | přátelský zápas              |
| 9.  | 2. 2. 1997   | Turecko         | Finsko          | 17' 0–1                | 1–1      | Remíza   | Denizli Atatürk Stadyumu, Denizli          | přátelský zápas              |
| 10. | 2. 4. 1997   | Ázerbájdžán     | Finsko          | 26 ' 0–1               | 1–2      | Výhra    | Stadion Tofiqa Bəhramova, Baku             | Kvalifikace na MS 1998       |
| 11. | 8. 6. 1997   | Finsko          | Ázerbájdžán     | 65' 2–0                | 3–0      | Výhra    | Olympijský stadion, Helsinky               | Kvalifikace na MS 1998       |
| 12. | 6. 9. 1997   | Švýcarsko       | Finsko          | 16' 0–1                | 1–2      | Výhra    | Stade Olympique de la Pontaise, Lausanne   | Kvalifikace na MS 1998       |
| 13. | 14. 10. 1998 | Turecko         | Finsko          | 90+6' 1–3              | 1–3      | Výhra    | Ali Sami Yen Stadyumu, Istanbul            | Kvalifikace na Euro 2000     |
| 14. | 29. 3. 2000  | Wales           | Finsko          | 21' 0–1                | 1–2      | Výhra    | Millennium Stadium, Cardiff                | přátelský zápas              |
| 15. | 16. 8. 2000  | Finsko          | Norsko          | 24' 1–0 61' 2–1        | 3–1      | Výhra    | Finnair Stadium, Helsinky                  | Nordic Football Championship |
| 16. | 16. 8. 2000  | Finsko          | Norsko          | 24' 1–0 61' 2–1        | 3–1      | Výhra    | Finnair Stadium, Helsinky                  | Nordic Football Championship |
| 17. | 2. 9. 2000   | Finsko          | Albánie         | 45 ' 1–0               | 2–1      | Výhra    | Finnair Stadium, Helsinky                  | Kvalifikace na MS 2002       |
| 18. | 15. 8. 2001  | Finsko          | Belgie          | 3–0 (pen.)             | 4–1      | Výhra    | Olympijský stadion, Helsinky               | přátelský zápas              |
| 19. | 5. 9. 2001   | Finsko          | Řecko           | 53' 5–1                | 5–1      | Výhra    | Olympijský stadion, Helsinky               | Kvalifikace na MS 2002       |
| 20. | 27. 3. 2002  | Portugalsko     | Finsko          | 41' 1–3 53' 1–4        | 1–4      | Výhra    | Estádio do Bessa, Porto                    | přátelský zápas              |
| 21. | 27. 3. 2002  | Portugalsko     | Finsko          | 41' 1–3 53' 1–4        | 1–4      | Výhra    | Estádio do Bessa, Porto                    | přátelský zápas              |
| 22. | 30. 4. 2003  | Finsko          | Island          | 55' 1–0 (pen.)         | 3–0      | Výhra    | Pohjola Stadion, Myyrmäki, Vantaa          | přátelský zápas              |
| 23. | 31. 4. 2004  | Malta           | Finsko          | 86' 0–2                | 1–2      | Výhra    | Národní stadion Ta' Qali, Valletta         | přátelský zápas              |
| 24. | 28. 5. 2004  | Finsko          | Švédsko         | 8' 1–0 (pen.)          | 1–3      | Prohra   | Ratinan Stadion, Tampere                   | přátelský zápas              |
| 25. | 26. 3. 2005  | Česko           | Finsko          | 46 ' 2–1               | 4–3      | Prohra   | Stadion Na Stínadlech, Teplice             | Kvalifikace na MS 2006       |
| 26. | 2. 9. 2006   | Polsko          | Finsko          | 54' 0–1 76' 0–2 (pen.) | 1–3      | Výhra    | Stadion Zdzisława Krzyszkowiaka, Bydgoszcz | Kvalifikace na Euro 2008     |
| 27. | 2. 9. 2006   | Polsko          | Finsko          | 54' 0–1 76' 0–2 (pen.) | 1–3      | Výhra    | Stadion Zdzisława Krzyszkowiaka, Bydgoszcz | Kvalifikace na Euro 2008     |
| 28. | 11. 10. 2006 | Kazachstán      | Finsko          | 29' 0–1                | 0–2      | Výhra    | Centrální stadion v Almaty, Almaty         | Kvalifikace na Euro 2008     |
| 29. | 6. 2. 2008   | Finsko          | Řecko           | 66' 1–0                | 1–2      | Prohra   | GSP Stadion, Nikósie                       | přátelský zápas              |
| 30. | 26. 3. 2008  | Bulharsko       | Finsko          | 22' 0–1 (pen.)         | 2–1      | Prohra   | Národní stadion Vasil Levski, Sofie        | přátelský zápas              |
| 31. | 9. 9. 2009   | Lichtenštejnsko | Finsko          | 74' 0–1 (pen.)         | 1–1      | Remíza   | Rheinpark Stadion, Vaduz                   | Kvalifikace na MS 2010       |
| 32. | 17. 11. 2010 | Finsko          | San Marino      | 71' 6–0 (pen.)         | 8–0      | Výhra    | Olympijský stadion, Helsinky               | Kvalifikace na Euro 2012     |